# Bosnia y Herzegovina en la Copa Mundial de Fútbol de 2014
La selección de fútbol de Bosnia y Herzegovina fue una de las 32 selecciones que participaron en la Copa Mundial de Fútbol de 2014. Esta fue su primera participación en un mundial desde la afiliación de la Federación de Fútbol de Bosnia y Herzegovina a la FIFA en 1996.
De esta manera se convierte en el país 77 en llegar a la fase final de un mundial y en la cuarta nación que, tras haber pertenecido a Yugoslavia, logra su pase como territorio independiente (antes lo habían hecho Croacia, Eslovenia y Serbia y Montenegro).
Bosnia y Herzegovina nunca había logrado clasificarse a un torneo oficial FIFA, con 21 años de fundación y 4 participaciones en eliminatorias europeas, la primera para Francia 1998. Lo más cercano que estuvo de clasificarse a un mundial fue cuando en 2009 perdió la repesca europea frente a Portugal, quedándose fuera de Sudáfrica 2010.

## Clasificación
Bosnia y Herzegovina disputó las eliminatorias de la UEFA en el grupo G, obtuvo la clasificación de forma directa como primero de su grupo con ocho victorias un empate y una derrota gracias a su mejor diferencia de goles con respecto de su escolta Grecia. Aseguró su presencia en Brasil 2014 en la última fecha, al vencer por 1-0 a Lituania en Kaunas el 15 de octubre de 2013.

### Grupo G
| Equipo               | Pts | PJ | PG | PE | PP | GF | GC | Dif |
| -------------------- | --- | -- | -- | -- | -- | -- | -- | --- |
| Bosnia y Herzegovina | 25  | 10 | 8  | 1  | 1  | 30 | 6  | 24  |
| Grecia               | 25  | 10 | 8  | 1  | 1  | 12 | 4  | 8   |
| Eslovaquia           | 13  | 10 | 3  | 4  | 3  | 11 | 10 | 1   |
| Lituania             | 11  | 10 | 3  | 2  | 5  | 9  | 11 | -2  |
| Letonia              | 8   | 10 | 2  | 2  | 6  | 10 | 20 | -10 |
| Liechtenstein        | 2   | 10 | 0  | 2  | 8  | 4  | 25 | -21 |

| Fecha                    | Lugar    |                      |                                 | Resultado |                                 |                      |
| ------------------------ | -------- | -------------------- | ------------------------------- | --------- | ------------------------------- | -------------------- |
| 7 de septiembre de 2012  | Vaduz    | Liechtenstein        | Bandera de Liechtenstein        | 1:8 (0:4) | Bandera de Bosnia y Herzegovina | Bosnia y Herzegovina |
| 11 de septiembre de 2012 | Zenica   | Bosnia y Herzegovina | Bandera de Bosnia y Herzegovina | 4:1 (2:1) | Bandera de Letonia              | Letonia              |
| 12 de octubre de 2012    | El Pireo | Grecia               | Bandera de Grecia               | 0:0 (0:0) | Bandera de Bosnia y Herzegovina | Bosnia y Herzegovina |
| 16 de octubre de 2012    | Zenica   | Bosnia y Herzegovina | Bandera de Bosnia y Herzegovina | 3:0 (3:0) | Bandera de Lituania             | Lituania             |
| 22 de marzo de 2013      | Zenica   | Bosnia y Herzegovina | Bandera de Bosnia y Herzegovina | 3:1 (2:0) | Bandera de Grecia               | Grecia               |
| 26 de marzo de 2013      | Riga     | Letonia              | Bandera de Letonia              | 0:5 (0:0) | Bandera de Bosnia y Herzegovina | Bosnia y Herzegovina |
| 6 de septiembre de 2013  | Zenica   | Bosnia y Herzegovina | Bandera de Bosnia y Herzegovina | 0:1 (0:0) | Bandera de Eslovaquia           | Eslovaquia           |
| 10 de septiembre de 2013 | Žilina   | Eslovaquia           | Bandera de Eslovaquia           | 1:2 (1:0) | Bandera de Bosnia y Herzegovina | Bosnia y Herzegovina |
| 11 de octubre de 2013    | Zenica   | Bosnia y Herzegovina | Bandera de Bosnia y Herzegovina | 4:1 (4:0) | Bandera de Liechtenstein        | Liechtenstein        |
| 15 de octubre de 2013    | Kaunas   | Lituania             | Bandera de Lituania             | 0:1 (0:0) | Bandera de Bosnia y Herzegovina | Bosnia y Herzegovina |

### Goleadores
| Jugador            | Goles | PJ |
| ------------------ | ----- | -- |
| Edin Džeko         | 10    | 10 |
| Vedad Ibišević     | 8     | 10 |
| Zvjezdan Misimović | 5     | 9  |
| Miralem Pjanić     | 3     | 8  |
| Izet Hajrović      | 1     | 3  |
| Ermin Bičakčić     | 1     | 4  |
| Haris Medunjanin   | 1     | 8  |
| Senad Lulić        | 1     | 9  |

## Preparación

### Campamento base
El 12 de diciembre de 2013 la federación de fútbol de Bosnia y Herzegovina informó en su sitio web oficial la elección de la ciudad Guarujá como sede de su campamento base luego de seleccionar al complejo hotelero de cinco estrellas Casa Grande como lugar de hospedaje y concentración de la selección Bosnia.
Sin embargo las negociaciones y las visitas a la ciudad por parte de los representantes del equipo europeo continuaron en el mes de enero de 2014 hasta que, cumplida la fecha límite (31 de enero) para la elección de la sede de campamento base por parte de las selecciones mundialistas, se confirmó a Guarujá como sede de Bosnia y Herzegovina por medio de la publicación de todos los campamentos base que realizó FIFA.
El municipio de Guarujá se encuentra en la costa del océano Atlántico en el estado de São Paulo distanciado 100 km de São Paulo capital del estado. El Estadio Municipal Antonio Fernandes servirá como lugar de entrenamiento del equipo Bosnio y está siendo remodelado para este fin, además el complejo Casa Grande Hotel Resort & SPA será el centro de hospedaje y concentración de la delegación europea.

### Amistosos previos
| 18 de noviembre de 2013, 20:15, [[]] [[]] | Argentina      | 2:0 (1:0) | Bosnia y Herzegovina | Busch Stadium, San Luis Estados Unidos                      |                                                             |
|                                           | Agüero 39' 65' | Reporte   |                      | Asistencia: 35,000 espectadores Árbitro(s): Edvin Jurisevic | Asistencia: 35,000 espectadores Árbitro(s): Edvin Jurisevic |

| 5 de marzo de 2014 | Bosnia y Herzegovina | 0:2 (0:0) | Egipto               | Tivoli Neu, Innsbruck, Austria                             |                                                            |
|                    |                      | Reporte   | Gedo 52' · Salah 64' | Asistencia: 14,000 espectadores Árbitro(s): Markus Hameter | Asistencia: 14,000 espectadores Árbitro(s): Markus Hameter |

| 30 de mayo de 2014                                        | Bosnia y Herzegovina | 2:1 (1:0) | Costa de Marfil | Edward Jones Dome, San Luis, Estados Unidos              |                                                          |
|                                                           | Džeko 17' 53'        | Reporte   | Drogba 90'+1'   | Asistencia: 14,101 espectadores Árbitro(s): Jair Marrufo | Asistencia: 14,101 espectadores Árbitro(s): Jair Marrufo |
| Partido correspondiente al evento amistoso Road to Brazil |                      |           |                 |                                                          |                                                          |

| 3 de junio de 2014, 20:10, ESPN2 | México | 0:1 (0:1) | Bosnia-Herzegovina | Soldier Field, Chicago, Estados Unidos                  |                                                         |
|                                  |        | Reporte   | Hajrović 41'       | Asistencia: 60,707 espectadores Árbitro(s): Óscar Reyna | Asistencia: 60,707 espectadores Árbitro(s): Óscar Reyna |

## Lista de jugadores
El 5 de mayo de 2014 el entrenador de la selección bosnia, Safet Sušić, anunció una lista preliminar de 24 jugadores convocados para el mundial. Luego de una semana, el 13 de mayo, Sušić amplió la nómina sumando a 6 jugadores para completar la lista provisional de 30 jugadores. La nómina definitiva de los 23 jugadores que asistirán al mundial se anunció el 2 de junio.
| #     | Nombre             | Posición       | Edad        | PJ Sel      | G           | Club                   |
| ----- | ------------------ | -------------- | ----------- | ----------- | ----------- | ---------------------- |
| 1     | Asmir Begović      | Portero        | 26          | 30          | 0           | Stoke City             |
| 2     | Avdija Vršajević   | Centrocampista | 28          | 13          | 0           | Hajduk Split           |
| 3     | Ermin Bičakčić     | Defensa        | 24          | 7           | 1           | Eintracht Braunschweig |
| 4     | Emir Spahić        | Defensa        | 33          | 74          | 3           | Bayer 04 Leverkusen    |
| 5     | Sead Kolašinac     | Defensa        | 20          | 4           | 0           | Schalke 04             |
| 6     | Ognjen Vranješ     | Defensa        | 24          | 13          | 0           | Elazığspor             |
| 7     | Muhamed Bešić      | Defensa        | 21          | 9           | 0           | Ferencváros            |
| 8     | Miralem Pjanić     | Centrocampista | 24          | 28          | 8           | Roma                   |
| 9     | Vedad Ibišević     | Delantero      | 29          | 55          | 20          | Stuttgart              |
| 10    | Zvjezdan Misimović | Centrocampista | 32          | 81          | 25          | Guizhou Renhe          |
| 11    | Edin Džeko         | Delantero      | 28          | 62          | 35          | Manchester City        |
| 12    | Jasmin Fejzić      | Portero        | 28          | 0           | 0           | Aalen                  |
| 13    | Mensur Mujdža      | Centrocampista | 30          | 24          | 0           | Friburgo               |
| 14    | Tino Sušić         | Centrocampista | 22          | 2           | 0           | Hajduk Split           |
| 15    | Toni Šunjić        | Defensa        | 25          | 7           | 0           | Zorya Lugansk          |
| 16    | Senad Lulić        | Centrocampista | 28          | 33          | 1           | Lazio                  |
| 17    | Senijad Ibričić    | Centrocampista | 28          | 44          | 4           | Erciyesspor            |
| 18    | Haris Medunjanin   | Centrocampista | 29          | 35          | 5           | Gaziantepspor          |
| 19    | Edin Višća         | Delantero      | 24          | 10          | 0           | Istanbul Başakşehir    |
| 20    | Izet Hajrović      | Centrocampista | 22          | 8           | 2           | Galatasaray            |
| 21    | Anel Hadžić        | Centrocampista | 24          | 2           | 0           | Sturm Graz             |
| 22    | Asmir Avdukić      | Portero        | 33          | 3           | 0           | Borac Banja Luka       |
| 23    | Sejad Salihović    | Centrocampista | 29          | 42          | 4           | Hoffenheim             |
| D. T. | Safet Sušić        | Safet Sušić    | Safet Sušić | Safet Sušić | Safet Sušić | Safet Sušić            |

Los siguientes jugadores no formaron parte de la nómina definitiva de 23 jugadores pero fueron incluidos en la lista provisional de 30 futbolistas que la Federación de Fútbol de Bosnia y Herzegovina envió a la FIFA. Ervin Zukanović fue el jugador descartado de la lista inicial de 24 por diferencias con la Federación Bosnia, mientras que los otros 6 jugadores fueron añadidos a la lista inicial para conformar la lista de 30 pero solo eran considerados como reservas.
| Nombre              | Posición       | Edad | PJ Sel | G | Club           |
| ------------------- | -------------- | ---- | ------ | - | -------------- |
| Dejan Bandović      | Portero        | -    | -      | - | Sarajevo       |
| Ervin Zukanović     | Defensa        | -    | -      | - | Gent           |
| Zoran Kvržić        | Defensa        | -    | -      | - | Rijeka         |
| Srđan Stanić        | Defensa        | -    | -      | - | Željezničar    |
| Miroslav Stevanović | Centrocampista | -    | -      | - | Alavés         |
| Adnan Zahirović     | Centrocampista | -    | -      | - | Bochum         |
| Ermin Zec           | Delantero      | -    | -      | - | Genclerbirligi |

## Participación

### Grupo F
| Equipo               | Pts | PJ | PG | PE | PP | GF | GC | Dif |
| -------------------- | --- | -- | -- | -- | -- | -- | -- | --- |
| Argentina            | 9   | 3  | 3  | 0  | 0  | 6  | 3  | 3   |
| Nigeria              | 4   | 3  | 1  | 1  | 1  | 3  | 3  | 0   |
| Bosnia y Herzegovina | 3   | 3  | 1  | 0  | 2  | 4  | 4  | 0   |
| Irán                 | 1   | 3  | 0  | 1  | 2  | 1  | 4  | -3  |

| 15 de junio de 2014, 19:00 | Argentina                       | 2:1 (1:0) | Bosnia y Herzegovina | Estadio «Maracanã», Río de Janeiro |                          |
|                            | Kolašinac 2' (a.g.) · Messi 64' | Reporte   | Ibišević 84'         | Árbitro(s): Joel Aguilar           | Árbitro(s): Joel Aguilar |

| 21 de junio de 2014, 18:00 | Nigeria        | 1:0 (1:0) | Bosnia y Herzegovina | Estadio Arena Pantanal, Cuiabá |                           |
|                            | Odemwingie 28' | Reporte   |                      | Árbitro(s): Peter O'Leary      | Árbitro(s): Peter O'Leary |

| 25 de junio de 2014, 13:00 | Bosnia y Herzegovina                   | 3:1 (1:0) | Irán               | Arena Fonte Nova, Salvador |                            |
|                            | Džeko 22' · Pjanić 58' · Vršajević 82' | Reporte   | Ghoochannejhad 81' | Árbitro(s): Carlos Velasco | Árbitro(s): Carlos Velasco |

## Estadísticas

### Participación de jugadores
| #  | Pos | Jugador          | PJ | Minutos Jugados | Goles | Asistencias | Tarjetas Amarillas | Doble Tarjeta Amarilla y Roja | Tarjetas rojas |
| -- | --- | ---------------- | -- | --------------- | ----- | ----------- | ------------------ | ----------------------------- | -------------- |
| 8  | Med | Miralem Pjanić   | 3  | 270             | 1     | 1           | 0                  | 0                             | 0              |
| 2  | Def | Avdija Vršajević | 1  | 90              | 1     | 0           | 0                  | 0                             | 0              |
| 9  | Del | Vedad Ibišević   | 3  | 144             | 1     | 0           | 0                  | 0                             | 0              |
| 11 | Del | Edin Džeko       | 3  | 264             | 1     | 0           | 0                  | 0                             | 0              |
| 23 | Med | Sejad Salihović  | 2  | 43              | 0     | 1           | 0                  | 0                             | 0              |
| 14 | Med | Tino Susic       | 2  | 105             | 0     | 1           | 0                  | 0                             | 0              |
| 16 | Med | Senad Lulić      | 2  | 148             | 0     | 1           | 0                  | 0                             | 0              |
| 18 | Def | Haris Medunjanin | 2  | 80              | 0     | 0           | 1                  | 0                             | 0              |
| 7  | Med | Muhamed Bešić    | 3  | 270             | 0     | 0           | 1                  | 0                             | 0              |
| 4  | Def | Emir Spahić      | 3  | 270             | 0     | 0           | 1                  | 0                             | 0              |
| -  | -   | -                | -  | -               | -     | -           | -                  | -                             | -              |
| -  | -   | -                | -  | -               | -     | -           | -                  | -                             | -              |
| -  | -   | -                | -  | -               | -     | -           | -                  | -                             | -              |
| -  | -   | -                | -  | -               | -     | -           | -                  | -                             | -              |
| -  | -   | -                | -  | -               | -     | -           | -                  | -                             | -              |
| -  | -   | -                | -  | -               | -     | -           | -                  | -                             | -              |
| -  | -   | -                | -  | -               | -     | -           | -                  | -                             | -              |
| -  | -   | -                | -  | -               | -     | -           | -                  | -                             | -              |

| # | Pos | Jugador       | PJ | Minutos Jugados | Goles recibidos | Atajos | Tarjetas Amarillas | Doble Tarjeta Amarilla y Roja | Tarjetas Rojas |
| - | --- | ------------- | -- | --------------- | --------------- | ------ | ------------------ | ----------------------------- | -------------- |
| 1 | Por | Asmir Begović | 3  | 270             | 4               | 13     | 0                  | 0                             | 0              |
| - |     | -             | -  | -               | -               | -      | -                  | -                             | -              |
| - |     | -             | -  | -               | -               | -      | -                  | -                             | -              |